# Pereskiopsis diguetii

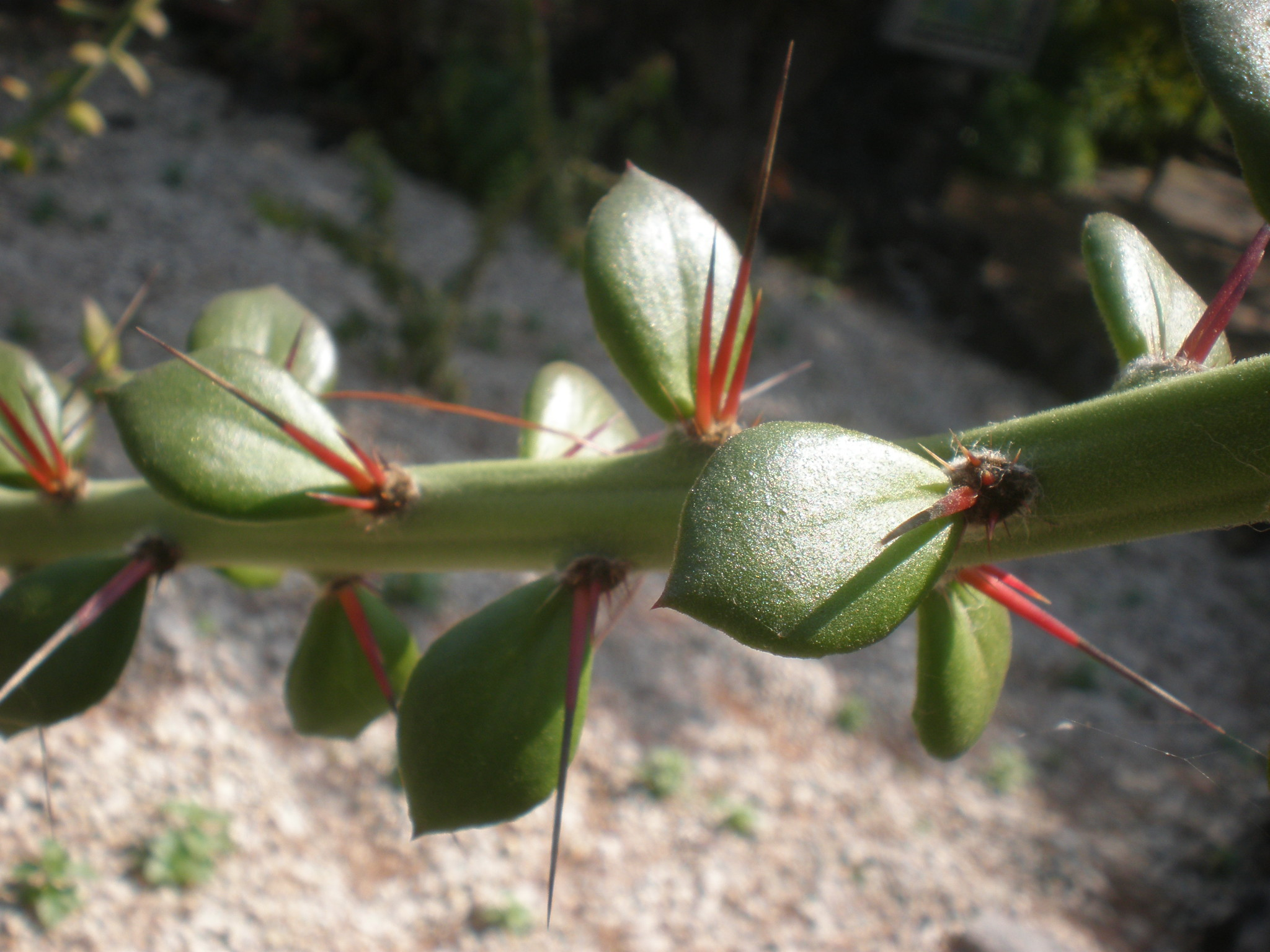
Trieb mit Laubblättern und Dornen

Pereskiopsis diguetii ist eine Pflanzenart in der Gattung Pereskiopsis aus der Familie der Kakteengewächse (Cactaceae). Das Artepitheton diguetii ehrt den französischen Naturforscher Léon Diguet (1859–1926). Spanische Trivialnamen sind „Alfilerillo“, „Cola de Diablo“, „Nopaleta“ und „Patolón“.

## Beschreibung
Pereskiopsis diguetii wächst dicht strauchig, verzweigt an der Basis und erreicht Wuchshöhen von 1 bis 2 Meter. Der Stamm ist kaum ausgebildet. Die fein flaumigen, rötlich grünen Triebe weisen einen Durchmesser von 4 bis 8 Millimeter auf. Die elliptische bis eiförmige Blattspreite der Laubblätter ist an der Spitze zugespitzt und an der Basis keilförmig. Sie ist 2 bis 6 Zentimeter lang und 1,5 bis 3 Zentimeter breit. Die weißlichen Areolen sind mit Glochiden, Wolle, einigen Haaren und wenigen Dornen besetzt. Die Glochiden sind bis zu 0,2 Millimeter groß. An den Trieben sind ein bis fünf Dornen vorhanden, am Stamm sind sie zahlreicher. Die geraden, aufsteigenden Dornen sind fast schwarz und werden im Alter gräulich. Sie sind 2 bis 7 Zentimeter lang.
Die gelben Blüten erreichen einen Durchmesser von 3,2 bis 4,5 Zentimeter und sind 3 bis 7,5 Zentimeter lang. Ihr flaumiges Perikarpell ist mit Brakteen versehen. Die kreiselförmigen bis verkehrt eiförmigen, orangen bis gelben und manchmal rot werdenden Früchte sind flaumig. Sie weisen Durchmesser von 1 bis 1,6 Zentimeter auf, sind 2,5 bis 7 Millimeter lang und sind mit reichlich Glochiden besetzt.

## Verbreitung, Systematik und Gefährdung
Pereskiopsis diguetii ist in den mexikanischen Bundesstaaten Guanajuato, Guerrero, Jalisco, México, Michoacán, Morelos, Nayarit, Oaxaca und Querétaro verbreitet.
Die Erstbeschreibung als Opuntia diguetii erfolgte 1898 durch Frédéric Albert Constantin Weber. Nathaniel Lord Britton und Joseph Nelson Rose stellten die Art 1907 in die von ihnen neu aufgestellte Gattung Pereskiopsis. Ein weiteres nomenklatorisches Synonym ist Grusonia diguetii (F.A.C.Weber) G.D.Rowley (2006).
Taxonomische Synonyme sind Pereskia crassicaulis Zucc. ex Pfeiff. (1837), Pereskia spathulata Otto ex Pfeiff. (1837), Opuntia spathulata (Otto ex Pfeiff.) F.A.C.Weber (1898), Pereskiopsis spathulata (Otto ex Pfeiff.) Britton & Rose (1907), Peireskia spathulata K.Schum. (1894), Pereskiopsis velutina Rose (1907), Pereskia higuerana Cárdenas (1964) und Rhodocactus higueranus (Cárdenas) Backeb. (1966).
In der Roten Liste gefährdeter Arten der IUCN wird die Art als „Least Concern (LC)“, d. h. als nicht gefährdet geführt. Die Entwicklung der Populationen wird als stabil angesehen.

## Nachweise